# Astragalus beketowi
Astragalus beketowi es una especie de planta del género Astragalus, de la familia de las leguminosas, orden Fabales.
Fue descrita científicamente por (Krasn.)B.Fedtsch.